# Anna Földényi
Anna Földényi (Düsseldorf (Duitsland), 22 augustus 1974) is een tennisspeelster uit Hongarije.
Ze begon op vijfjarige leeftijd met tennis.
In 1993 speelde zij op het Australian Open haar eerste grandslamtoernooi. Datzelfde jaar bereikte zij de tweede ronde van Roland Garros. Pas zes jaar later stond zij weer op een grandslamtoernooi, in 1999 op Roland Garros. In 2000 was Roland Garros haar laatste grandslam-optreden. 
Voor Hongarije speelde ze 24 wedstrijden in de Fed-Cup.

## Privé
Na haar huwelijk speelde ze onder de naam Anna Földényi-Dicker.